# Palpomyia canadensis
Palpomyia canadensis är en tvåvingeart som beskrevs av Eileen D. Grogan och Wirth 1979. Palpomyia canadensis ingår i släktet Palpomyia och familjen svidknott. Inga underarter finns listade i Catalogue of Life.